# Pernilla Åsenlöf
Lena Pernilla Åsenlöf Fors, egentligen Åsenlöv, född 7 januari 1967 i Borås Caroli församling, Älvsborgs län, är en svensk fysioterapeut. Hon är professor i fysioterapi vid Uppsala universitet. 

## Biografi
Åsenlöf blev Master of Science in Caring Sciences 2000 och disputerade 2005 vid Uppsala universitet. Från 2006 och framåt har hon haft ett flertal forskningsuppdrag inom fysioterapi vid Uppsala universitet och Akademiska sjukhuset i Uppsala. Sedan 2015 har Åsenlöf verkat som professor i fysioterapi.
Åsenlöf har också verkat som ledamot och presidial vid ett flertal olika nämnder och utskott vid Medicinska fakulteten vid Uppsala universitet och dess institutioner. Bland annat har hon varit ordförande för fysioterapeutiska programmet (2009-2011). Sedan 2016 är Åsenlöf ledamot vid styrelsen av Neurovetenskapliga institutionen vid Uppsala universitet.